# Motivul urcării și coborârii oilor de la munte în „Miorița”

### Colinda
În versiunea colind a Mioriței, se disting mai multe formule textuale introductive: „Mărgu-și, mărg, oile-n munte, / La iarba până-n jerunte”; „Sus în vârvu muntelui, / Sub crucița bradului”; „Pă cel vârvuț de muncei / Mărgu-și trei păcurărei”. 
Trei păcurari, împreună cu o turmă de oi, urcă (primăvara) pe vârful unui munte, în scopul de a-și amenaja stâna de vară. De remarcat aspectul luxuriant al vegetației alpine („la iarba până-n jerunte”). Aceasta este o formulă menită să sesizeze (sau să sugereze) debutul anului pastoral, respectiv momentul imediat următor Măsurișului / Ruptului Sterpelor, când are loc însâmbrirea proprietarilor de oi. Privită în ansamblu, pe toată desfășurarea epicului, versiunea-colind a Mioriței oferă o imagine panoramică a întregului an pastoral – de la urcarea oilor la munte (primăvara) și până în momentul coborârii «la țară», toamna, în septembrie, de Ziua Crucii.
În versiunea-baladă (zonele de șes din Oltenia, Muntenia, Dobrogea și Moldova), acest incipit este alterat, deoarece din noua perspectivă imaginea anului pastoral este doar parțială, remarcându-se doar retragerea oilor de pe munte, spre câmpie, spre Dunăre, pentru iernat, pe vremea marilor procesiuni de transhumanță post-medievale. Astfel, sintagmele de genul „Pă plăiuțul dealului”, vor deveni „Pe-un picior de plai / Pe-o gură de rai”.
Muntele nu este numai spațiul pășunilor alpine, prielnic păstoritului pe timpul verii, căci el este încărcat de o sacralitate ancestrală, statornicită anterior pătrunderii creștinismului în România. Romulus Vulcănescu (1987) este de părere că marii pontifi ai populației geto-dace organizau anual, la solstiții și echinocțiuri, „procesiuni în masă pe culmile domoale ale munților”, între răsăritul și apusul soarelui, pentru rugăciuni. Reminiscențe ale acestor manifestări spirituale ar fi supraviețuit la români „până în epoca modernă, fiind preluate de creștinism încă din perioada migrațiilor euro-asiatice ale erei noastre și trans-simbolizate magico-ritual” 
Această funcție a platourilor montane, de săvârșire a «liturghiilor» sub cerul liber, trebuia să aibă repercusiuni asupra actelor, faptelor și „strategiilor comportamentale” ale celor ce urcau la munte. Aici, relația cu divinitatea era nemijlocită și firească. În faza creștinismului timpuriu, tot muntele a rămas spațiul consacrat al săvârșirii riturilor religioase pentru păstori, în „biserici de brad”, amenajate prin defrișarea arborilor în formă de cerc, precum perimetrele templelor, oficierea slujbelor făcându-se „fie de un cioban bătrân, fie chiar de preot”.  În acest spațiu încărcat de semnificații se vor instala cei trei păcurari mitici – spre diferență de ciobanii din baladă, care transhumează munții și văile, „pe-un picior de plai”, coborând „la vale”. 

### Balada
Comentariul lui Vasile Alecsandri(1850) nu numai că a rămas memorabil, dar  și-a pus amprenta, timp de mai bine de o jumătate de secol, asupra exegezelor mioritice construite pe tema transhumanței pastorale, deturnând discuțiile și interpretările într-o zonă neîntemeietoare. Analizând „coborârea oilor la vale”, Vasile Alecsandri notează:  „Strofa aceasta ne arată un tablou viu ale emigrațiilor (pribegirile) turmelor, ce se coboară în fiecare an, din vârfurile Carpaților și trec prin Moldova de se duc să ierneze peste Dunăre. Sute de mii de oi urmate de mocani, îmbrăcați în sarice albe, ies din gurile munților, îndată ce frigul toamnei sosește, prevestind iarna, și merg să găsească pășuni în câmpiile țării turcești, sub poalele Balcanilor. Unele vin de la Vrancea, altele de pe coastele Ceahlăului, altele de pe văile Bistriței și a Moldovei, iar cele mai multe de prin Carpați, din Transilvania. Deosebitele turme se adună la un loc și formează caravane numeroase, ce se coboară încet spre Dunăre, unind zbieratul lor jalnic cu lătratul câinilor de pază, cu sunetul telincilor animate de gâtul măgarilor, și cu șuieratul pătrunzător al mocanilor călăuzi”. 
Ideea că balada s-ar fi zămislit în urma unui incident petrecut pe drumurile de transhumanță a făcut școală în epocă, întrunind sufragiile celor mai mulți cercetători. Cel mai fidel discipol s-a dovedit a fi Ovid Densușianu , iar cel mai înverșunat oponent, Dumitru Caracostea. Acesta din urmă sesizează inadvertența între momentul coborârii oilor de la munte – specific versiunii-baladă – și dorința ciobanului de-a fi îngropat la stână, secvență care a persistat în toate textele mioritice: „Motivul central al baladei nu poate fi pus în legătură cu mișcarea de transhumanță, deoarece există o discordanță între dorința ciobanului de a fi îngropat la stână și între începutul baladei, unde ni se vorbește despre coborârea turmelor de oi, deci de îndepărtarea de la stână”  În altă parte, Dumitru Caracostea revine asupra subiectului și își continuă raționamentul: „Pentru a înlătura contrazicerea ar trebui să presupunem că acțiunea se întâmplă, în cea mai veche variantă a Mioriței, la stână, și versurile de început, cu coborârea de la munte, ar fi deci un adaos făcut mai târziu” 
Ceea ce pentru Dumitru Caracostea era, la vremea respectivă, o ipoteză, pentru noi a devenit o certitudine, luând în discuție corpusul de texte ale Mioriței-colind. Ba, mai mult, într-o localitate din Poienile Izei(Maramureș), locul acțiunii e întărit de precizarea momentului: „Când la munte și-au ajuns / Cei mai mari că și-a grăit / Pă cel mic ca să-l omoară…”.
Făcând abstracție de colindele transilvănene, Ovid Densușianu va polemiza cu Dumitru Caracostea pe această temă: „De ce nu putem admite că în timpul coborârii turmelor, ciobanul, aflând complotul, și-a arătat dorința de a fi îngropat la stână? Psihologicește, dorința aceasta e explicabilă: pentru oricine, ideea de moarte e asociată cu un loc de odihnă și un cioban e firesc să nu-și închipuie un loc mai bun decât la stână”.  Însă premisa lui Ovid Densușianu se datorează, cum singur mărturisește, analizei exclusive a Mioriței-baladă: „Începutul Mioriței nu poate să fi cuprins la origine descrierea urcării la munte – cu totul izolat am întâlnit această indicație într-o singură variantă”. 
Raționamentul lui Dumitru Caracostea, potrivit căruia în versiunea primară a Mioriței acțiunea se petrece la stână și descrie urcarea oilor la munte se dovedește viabil; în timp ce secvența coborârii oilor de la munte este „un adaos făcut mai târziu” în procesul de evoluție a textului de la colind la baladă.